# 灰村清孝
灰村清孝（日语：はいむら きよたか，1973年9月7日—）是日本的插畫家。

## 獲獎情況
| 年份 | 位次 |
| ---- | ---- |
| 2011 | 1    |
| 2012 | 2    |
| 2013 | 3    |
| 2014 | 1    |
| 2015 | 2    |
| 2016 | 2    |
| 2017 | 1    |
| 2018 | 1    |
| 2019 | 2    |
| 2020 | 6    |

## 作品一覽

### 小說插畫
- 女僕刑事（早見裕司・著、GA文庫）
- 特甲少女 焱之精靈（日语：シュピーゲル・シリーズ）（冲方丁・著、富士見Fantasia文庫）-的名義
- 魔法禁書目錄（鎌池和馬・著、電擊文庫）
- 談談方法（笛卡儿・著、小場瀬卓三（日语：小場瀬卓三）・譯、角川Sophia文庫（日语：角川ソフィア文庫））- 僅封面[注 1]
- 在地下城尋求邂逅是否搞錯了什麼 外傳 劍姬神聖譚（大森藤野・著、GA文庫）
- Qualidea Code 為了终有一天能拯救世界（橘公司・著、富士見Fantasia文庫）
- ラストラウンド・アーサーズ（羊太郎・著、富士见Fantasia文库）

### 遊戲原畫·角色設計

#### 全年齡向遊戲
- 擴散性百萬亞瑟（史克威尔艾尼克斯）
- Fate/Grand Order（TYPE-MOON） - 概念礼装插图
- 聖火降魔錄 英雄雲集（任天堂） - 部分角色设计
- 神角技巧与11人的破坏者（史克威尔艾尼克斯） - 角色原案

#### 成人遊戲
- Hotel ergriffen（maple）
- 高級娼婦 〜コルティジャーナ〜（wing）
- 水都幻想 - Venice Fantastica -（maple）
- 夢見之藥（Ruf）※的名義

### 畫集
- 灰村清孝畫集：RAINBOW SPECTRUM（日版：2011年2月發售 ISBN 978-4-04-870384-0）
- 灰村清孝畫集2：RAINBOW SPECTRUM:NOTES（日版：2014年9月發售 ISBN 978-4-04-866816-3）
- 灰村清孝畫集3 CROSS（日版：2020年5月9日發售 ISBN 978-4-04-913130-7）

## 外部連結
- rainbow spectrum （页面存档备份，存于）
- 夢見之藥首頁 （页面存档备份，存于）
- 魔法禁書目錄公式網站
- 灰村清孝的pixiv
- 灰村清孝的X（前Twitter）